# Nicole Hofer
Nicole Hofer (* 22. Mai 1986 in Entlebuch; verheiratete Nicole Hecht) ist eine ehemalige Schweizer Radrennfahrerin, Duathletin und Triathletin.

## Werdegang
Die Entlebucherin Nicole Hofer war im Radsport aktiv und wurde 2003 Schweizer Bergmeisterin im Strassenrennen. Seit dem Jahr 2004 betreibt Nicole Hofer Triathlon.

### Vizejuniorenweltmeisterin Duathlon 2004
Im Mai 2004 wurde sie Vizeweltmeisterin im Duathlon bei den Juniorinnen.
Im Jahr 2008 wechselte sie von der Triathlon-Kurzdistanz (olympische Distanz: 1,5 km Schwimmen, 40 km Radfahren und 10 km Laufen) auf die Mitteldistanz (2 km Schwimmen, 80 km Radfahren und 20 km Laufen) und startete in den Folgejahren vorwiegend bei Bewerben über diese beiden Distanzen.
Nicole Hofer startete für das „EWZ Power Team“. Im Juni 2016 wurde sie Dritte beim Swissman Xtreme Triathlon.

### Privates
Sie studierte Wirtschaftswissenschaften an der Universität Hagen.

Seit August 2016 ist sie mit ihrem langjährigen Partner, dem früheren Triathleten Mathias Hecht (* 1980) verheiratet und die beiden leben in Willisau.

## Sportliche Erfolge
| Datum/Jahr    | Rang | Wettbewerb                                       | Austragungsort  | Zeit        | Bemerkung |
| ------------- | ---- | ------------------------------------------------ | --------------- | ----------- | --- |
| 25. Juni 2016 | 3    | Swissman Xtreme Triathlon                        | Tessin          |             | Ironman-Distanz; das Schwimmen musste witterungsbedingt durch einen Lauf werden                                                                         |
| 26. Okt. 2014 | 5    | Challenge Sardinien                              | Forte Village   | 04:39:35,30 | auf der Halbdistanz |
| 29. Aug. 2012 | 4    | Uster Nationaler Triathlon                       | Uster           | 02:11:37    | [ 3 ] |
| 29. Aug. 2010 | 1    | Uster Nationaler Triathlon                       | Uster           | 02:05:14,6  | Siegerin über die olympische Distanz |
| 15. Aug. 2010 | 4    | Ironman 70.3 Germany                             | Wiesbaden       | 04:44:27    | vierter Rang – nachdem sie nach der Radstrecke noch in Führung lag                                                                                      |
| 24. Juli 2010 | 1    | Züri Triathlon                                   | Zürich          | 02:01:30    | acht Minuten vor der Zweitplatzierten Céline Schärer |
| 6. Juni 2010  | 2    | Ironman 70.3 Switzerland                         | Rapperswil-Jona | 04:25:25    | Zweite hinter der Siegerin Caroline Steffen |
| 2010          | 2    | Sempachersee-Triathlon                           | Nottwil         | 02:16:29    | |
| 25. Okt. 2009 | 3    | Ironman 70.3 Austin                              | Texas           | 04:20:44    | Bronze beim „Longhorn-Ironman“ hinter der Siegerin Joanna Zeiger und der Zweitplatzierten Heather Jackson                                               |
| 4. Okt. 2009  | 9    | Los Angeles Triathlon                            | Los Angeles     | 02:08:26    | hinter der Siegerin Lisa Nordén |

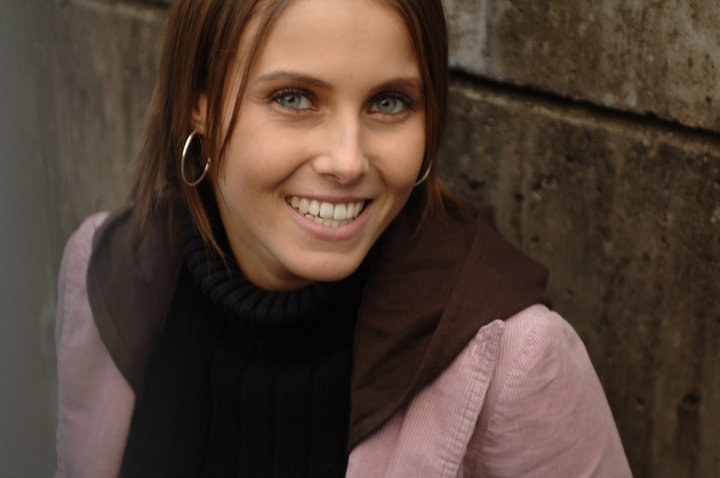
Nicole Hofer, 2010

| 11. Juli 2009 | 1    | Züri Triathlon                                   | Zürich          | 02:03:20    | Siegerin mit einem Vorsprung von über viereinhalb Minuten (1,5 km Schwimmen, 40 km Radfahren und 10 km Laufen) – neben Lukas Salvisberg bei den Männern |
| 30. Aug. 2008 | 4    | Schweizer Meisterschaften Triathlon              | Lausanne        | 02:10:27    | beim Triathlon de Lausanne auf der olympischen Distanz (1,5 km Schwimmen, 40 km Radfahren und 10 km Laufen) hinter der Siegerin Nicola Spirig           |
| 2008          | 3    | Züri Triathlon                                   | Zürich          | 02:03.09,6  | |
| 2007          | 3    | Half Ironman Tasmania                            |                 |             | |
| 2007          | 1    | Sempachersee-Triathlon                           | Nottwil         | 02:16:11    | [ 12 ] |
| 20. Mai 2007  | 9    | ITU Premium Europacup                            | Sanremo         | 02:22:09    | 1,5 km Schwimmen, 40 km Radfahren und 10 km Laufen |
| 2007          | 3    | Züri Triathlon                                   | Zürich          | 02:05.01,0  | hinter der Siegerin Chrissie Wellington |
| 2007          | 8    | ETU Triathlon European Championship U23          | Kuopio          | 02:09:07    | [ 14 ] |
| Feb. 2007     | 1    | Hell of the West Triathlon                       | Goondiwindi     | 04:19:37.6  | 2 km Schwimmen, 80 km Radfahren und 20 km Laufen |
| 20. Aug. 2006 | 1    | Schweizer Meisterschaften Triathlon U23          | Genf            | 02:26:41    | Siegerin in der Klasse U23 beim Triathlon de Genève |
| 3. Juli 2004  | 5    | ETU Triathlon European Championship Junior Women | Lausanne        | 01:09:56    | bei den Juniorinnen |

| Datum/Jahr   | Rang | Wettbewerb                                      | Austragungsort | Zeit     | Bemerkung |
| ------------ | ---- | ----------------------------------------------- | -------------- | -------- | --- |
| Sep. 2004    | 2    | ETU Duathlon European Championship Junior Women | Swansea        | 01:05:41 | Silber bei den Juniorinnen (5 km Laufen, 20 km Radfahren und 2,5 km Laufen) hinter der Französin Charlotte Gauchet |
| 30. Mai 2004 | 2    | ITU Duathlon World Championship Junior Women    | Geel           | 01:09:53 | Bei den Juniorinnen zweiter Rang hinter der Ungarin Renata Koch                                                    |

(DNF – Did Not Finish)